# Umuahia

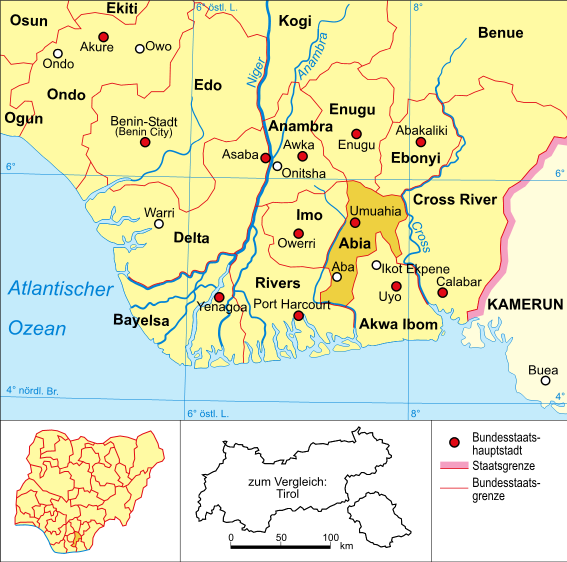
Lage Umuahias in Südnigeria

Umuahia ist die Hauptstadt des nigerianischen Bundesstaates Abia und liegt im Süden von Nigeria. Einer Schätzung von 2006 zufolge hat sie 274.992 Einwohner.

## Geschichte
Umuahia wurde am 28. September 1967 zur zweiten Hauptstadt der Republik Biafra ernannt, nachdem Enugu im Zuge des Biafra-Kriegs von nigerianischen Truppen besetzt worden war. Umuahia selbst wurde am 22. April 1969 zurückerobert.

## Bistum Umuahia
- Bistum Umuahia

## Wirtschaft und Infrastruktur
Umuahia liegt an der Eisenbahnstrecke Port Harcourt–Enugu und ist seit 1916 ein Markt für die landwirtschaftlichen Erzeugnisse der Region wie Yams, Maniok, Mais, Taro, Zitrusfrüchte und Palmöl. In Umuahia befindet sich auch das National War Museum, in dem Relikte aus dem nigerianischen Bürgerkrieg und aus dem Zweiten Weltkrieg ausgestellt werden.

## Verwaltung
Die Stadt und ihre Umgebung bilden zwei der 15 Local Government Areas (LGA) des Bundesstaates Abia, die zusammen eine Fläche von 384,95 km² haben. Bei der letzten Volkszählung hatten die beiden LGA 220.104 Einwohner und damit eine Bevölkerungsdichte von 572 Einwohnern je km². In der Stadt selbst wurden 147.167 Einwohner gezählt.

## Söhne und Töchter der Stadt
- Johnson Aguiyi-Ironsi (1924–1966), ehemaliger Staatspräsident von Nigeria
- Michael Okpara, Politiker
- Onyema Ugochukwu, Politiker und Journalist
- Chidi Kwubiri (* 1966), nigerianisch-deutscher Künstler
- Clement Chukwu (* 1973), Leichtathlet
- Esther Okoronkwo (* 1997), Fußballspielerin
- Samuel Chukwueze (* 1999), Fußballspieler